# Шора тема
Те́ма Шо́ра — тема в шаховій композиції. Суть теми — після вступного ходу білі зв'язують свою фігуру, але розв'язують чорну, яка в тематичних варіантах розв'язує щойно зв'язану білу фігуру.

## Історія
Цю ідею запропонував у 1920 році угорський шаховий композитор Ласло Шор (13.12.1897 — 01.12.1984).
Ідея цікава тим, що першим ходом білі розв'язують чорну фігуру, при цьому ще й зв'язується біла фігура, або фігури. Чорні, захищаючись від створеної загрози мату, розв'язують тематичну білу фігуру, яка і матує чорного короля.
Ідея дістала назву від імені відкривача — тема Шора.
|   | a | b | c | d | e | f | g | h |   |
| 8 | b8 білий кінь · d8 біла тура · f8 чорний слон · g8 білий кінь · b7 чорний кінь · c7 чорний пішак · d7 білий слон · g7 чорний пішак · c6 чорний пішак · d6 чорний король · c5 чорний пішак · e5 чорний кінь · c4 білий пішак · d3 чорна тура · f3 білий пішак · g3 білий ферзь · h3 білий король · d2 біла тура · e2 білий пішак · h2 білий пішак · d1 чорна тура | b8 білий кінь · d8 біла тура · f8 чорний слон · g8 білий кінь · b7 чорний кінь · c7 чорний пішак · d7 білий слон · g7 чорний пішак · c6 чорний пішак · d6 чорний король · c5 чорний пішак · e5 чорний кінь · c4 білий пішак · d3 чорна тура · f3 білий пішак · g3 білий ферзь · h3 білий король · d2 біла тура · e2 білий пішак · h2 білий пішак · d1 чорна тура | b8 білий кінь · d8 біла тура · f8 чорний слон · g8 білий кінь · b7 чорний кінь · c7 чорний пішак · d7 білий слон · g7 чорний пішак · c6 чорний пішак · d6 чорний король · c5 чорний пішак · e5 чорний кінь · c4 білий пішак · d3 чорна тура · f3 білий пішак · g3 білий ферзь · h3 білий король · d2 біла тура · e2 білий пішак · h2 білий пішак · d1 чорна тура | b8 білий кінь · d8 біла тура · f8 чорний слон · g8 білий кінь · b7 чорний кінь · c7 чорний пішак · d7 білий слон · g7 чорний пішак · c6 чорний пішак · d6 чорний король · c5 чорний пішак · e5 чорний кінь · c4 білий пішак · d3 чорна тура · f3 білий пішак · g3 білий ферзь · h3 білий король · d2 біла тура · e2 білий пішак · h2 білий пішак · d1 чорна тура | b8 білий кінь · d8 біла тура · f8 чорний слон · g8 білий кінь · b7 чорний кінь · c7 чорний пішак · d7 білий слон · g7 чорний пішак · c6 чорний пішак · d6 чорний король · c5 чорний пішак · e5 чорний кінь · c4 білий пішак · d3 чорна тура · f3 білий пішак · g3 білий ферзь · h3 білий король · d2 біла тура · e2 білий пішак · h2 білий пішак · d1 чорна тура | b8 білий кінь · d8 біла тура · f8 чорний слон · g8 білий кінь · b7 чорний кінь · c7 чорний пішак · d7 білий слон · g7 чорний пішак · c6 чорний пішак · d6 чорний король · c5 чорний пішак · e5 чорний кінь · c4 білий пішак · d3 чорна тура · f3 білий пішак · g3 білий ферзь · h3 білий король · d2 біла тура · e2 білий пішак · h2 білий пішак · d1 чорна тура | b8 білий кінь · d8 біла тура · f8 чорний слон · g8 білий кінь · b7 чорний кінь · c7 чорний пішак · d7 білий слон · g7 чорний пішак · c6 чорний пішак · d6 чорний король · c5 чорний пішак · e5 чорний кінь · c4 білий пішак · d3 чорна тура · f3 білий пішак · g3 білий ферзь · h3 білий король · d2 біла тура · e2 білий пішак · h2 білий пішак · d1 чорна тура | b8 білий кінь · d8 біла тура · f8 чорний слон · g8 білий кінь · b7 чорний кінь · c7 чорний пішак · d7 білий слон · g7 чорний пішак · c6 чорний пішак · d6 чорний король · c5 чорний пішак · e5 чорний кінь · c4 білий пішак · d3 чорна тура · f3 білий пішак · g3 білий ферзь · h3 білий король · d2 біла тура · e2 білий пішак · h2 білий пішак · d1 чорна тура | 8 |
| 7 | b8 білий кінь · d8 біла тура · f8 чорний слон · g8 білий кінь · b7 чорний кінь · c7 чорний пішак · d7 білий слон · g7 чорний пішак · c6 чорний пішак · d6 чорний король · c5 чорний пішак · e5 чорний кінь · c4 білий пішак · d3 чорна тура · f3 білий пішак · g3 білий ферзь · h3 білий король · d2 біла тура · e2 білий пішак · h2 білий пішак · d1 чорна тура | b8 білий кінь · d8 біла тура · f8 чорний слон · g8 білий кінь · b7 чорний кінь · c7 чорний пішак · d7 білий слон · g7 чорний пішак · c6 чорний пішак · d6 чорний король · c5 чорний пішак · e5 чорний кінь · c4 білий пішак · d3 чорна тура · f3 білий пішак · g3 білий ферзь · h3 білий король · d2 біла тура · e2 білий пішак · h2 білий пішак · d1 чорна тура | b8 білий кінь · d8 біла тура · f8 чорний слон · g8 білий кінь · b7 чорний кінь · c7 чорний пішак · d7 білий слон · g7 чорний пішак · c6 чорний пішак · d6 чорний король · c5 чорний пішак · e5 чорний кінь · c4 білий пішак · d3 чорна тура · f3 білий пішак · g3 білий ферзь · h3 білий король · d2 біла тура · e2 білий пішак · h2 білий пішак · d1 чорна тура | b8 білий кінь · d8 біла тура · f8 чорний слон · g8 білий кінь · b7 чорний кінь · c7 чорний пішак · d7 білий слон · g7 чорний пішак · c6 чорний пішак · d6 чорний король · c5 чорний пішак · e5 чорний кінь · c4 білий пішак · d3 чорна тура · f3 білий пішак · g3 білий ферзь · h3 білий король · d2 біла тура · e2 білий пішак · h2 білий пішак · d1 чорна тура | b8 білий кінь · d8 біла тура · f8 чорний слон · g8 білий кінь · b7 чорний кінь · c7 чорний пішак · d7 білий слон · g7 чорний пішак · c6 чорний пішак · d6 чорний король · c5 чорний пішак · e5 чорний кінь · c4 білий пішак · d3 чорна тура · f3 білий пішак · g3 білий ферзь · h3 білий король · d2 біла тура · e2 білий пішак · h2 білий пішак · d1 чорна тура | b8 білий кінь · d8 біла тура · f8 чорний слон · g8 білий кінь · b7 чорний кінь · c7 чорний пішак · d7 білий слон · g7 чорний пішак · c6 чорний пішак · d6 чорний король · c5 чорний пішак · e5 чорний кінь · c4 білий пішак · d3 чорна тура · f3 білий пішак · g3 білий ферзь · h3 білий король · d2 біла тура · e2 білий пішак · h2 білий пішак · d1 чорна тура | b8 білий кінь · d8 біла тура · f8 чорний слон · g8 білий кінь · b7 чорний кінь · c7 чорний пішак · d7 білий слон · g7 чорний пішак · c6 чорний пішак · d6 чорний король · c5 чорний пішак · e5 чорний кінь · c4 білий пішак · d3 чорна тура · f3 білий пішак · g3 білий ферзь · h3 білий король · d2 біла тура · e2 білий пішак · h2 білий пішак · d1 чорна тура | b8 білий кінь · d8 біла тура · f8 чорний слон · g8 білий кінь · b7 чорний кінь · c7 чорний пішак · d7 білий слон · g7 чорний пішак · c6 чорний пішак · d6 чорний король · c5 чорний пішак · e5 чорний кінь · c4 білий пішак · d3 чорна тура · f3 білий пішак · g3 білий ферзь · h3 білий король · d2 біла тура · e2 білий пішак · h2 білий пішак · d1 чорна тура | 7 |
| 6 | b8 білий кінь · d8 біла тура · f8 чорний слон · g8 білий кінь · b7 чорний кінь · c7 чорний пішак · d7 білий слон · g7 чорний пішак · c6 чорний пішак · d6 чорний король · c5 чорний пішак · e5 чорний кінь · c4 білий пішак · d3 чорна тура · f3 білий пішак · g3 білий ферзь · h3 білий король · d2 біла тура · e2 білий пішак · h2 білий пішак · d1 чорна тура | b8 білий кінь · d8 біла тура · f8 чорний слон · g8 білий кінь · b7 чорний кінь · c7 чорний пішак · d7 білий слон · g7 чорний пішак · c6 чорний пішак · d6 чорний король · c5 чорний пішак · e5 чорний кінь · c4 білий пішак · d3 чорна тура · f3 білий пішак · g3 білий ферзь · h3 білий король · d2 біла тура · e2 білий пішак · h2 білий пішак · d1 чорна тура | b8 білий кінь · d8 біла тура · f8 чорний слон · g8 білий кінь · b7 чорний кінь · c7 чорний пішак · d7 білий слон · g7 чорний пішак · c6 чорний пішак · d6 чорний король · c5 чорний пішак · e5 чорний кінь · c4 білий пішак · d3 чорна тура · f3 білий пішак · g3 білий ферзь · h3 білий король · d2 біла тура · e2 білий пішак · h2 білий пішак · d1 чорна тура | b8 білий кінь · d8 біла тура · f8 чорний слон · g8 білий кінь · b7 чорний кінь · c7 чорний пішак · d7 білий слон · g7 чорний пішак · c6 чорний пішак · d6 чорний король · c5 чорний пішак · e5 чорний кінь · c4 білий пішак · d3 чорна тура · f3 білий пішак · g3 білий ферзь · h3 білий король · d2 біла тура · e2 білий пішак · h2 білий пішак · d1 чорна тура | b8 білий кінь · d8 біла тура · f8 чорний слон · g8 білий кінь · b7 чорний кінь · c7 чорний пішак · d7 білий слон · g7 чорний пішак · c6 чорний пішак · d6 чорний король · c5 чорний пішак · e5 чорний кінь · c4 білий пішак · d3 чорна тура · f3 білий пішак · g3 білий ферзь · h3 білий король · d2 біла тура · e2 білий пішак · h2 білий пішак · d1 чорна тура | b8 білий кінь · d8 біла тура · f8 чорний слон · g8 білий кінь · b7 чорний кінь · c7 чорний пішак · d7 білий слон · g7 чорний пішак · c6 чорний пішак · d6 чорний король · c5 чорний пішак · e5 чорний кінь · c4 білий пішак · d3 чорна тура · f3 білий пішак · g3 білий ферзь · h3 білий король · d2 біла тура · e2 білий пішак · h2 білий пішак · d1 чорна тура | b8 білий кінь · d8 біла тура · f8 чорний слон · g8 білий кінь · b7 чорний кінь · c7 чорний пішак · d7 білий слон · g7 чорний пішак · c6 чорний пішак · d6 чорний король · c5 чорний пішак · e5 чорний кінь · c4 білий пішак · d3 чорна тура · f3 білий пішак · g3 білий ферзь · h3 білий король · d2 біла тура · e2 білий пішак · h2 білий пішак · d1 чорна тура | b8 білий кінь · d8 біла тура · f8 чорний слон · g8 білий кінь · b7 чорний кінь · c7 чорний пішак · d7 білий слон · g7 чорний пішак · c6 чорний пішак · d6 чорний король · c5 чорний пішак · e5 чорний кінь · c4 білий пішак · d3 чорна тура · f3 білий пішак · g3 білий ферзь · h3 білий король · d2 біла тура · e2 білий пішак · h2 білий пішак · d1 чорна тура | 6 |
| 5 | b8 білий кінь · d8 біла тура · f8 чорний слон · g8 білий кінь · b7 чорний кінь · c7 чорний пішак · d7 білий слон · g7 чорний пішак · c6 чорний пішак · d6 чорний король · c5 чорний пішак · e5 чорний кінь · c4 білий пішак · d3 чорна тура · f3 білий пішак · g3 білий ферзь · h3 білий король · d2 біла тура · e2 білий пішак · h2 білий пішак · d1 чорна тура | b8 білий кінь · d8 біла тура · f8 чорний слон · g8 білий кінь · b7 чорний кінь · c7 чорний пішак · d7 білий слон · g7 чорний пішак · c6 чорний пішак · d6 чорний король · c5 чорний пішак · e5 чорний кінь · c4 білий пішак · d3 чорна тура · f3 білий пішак · g3 білий ферзь · h3 білий король · d2 біла тура · e2 білий пішак · h2 білий пішак · d1 чорна тура | b8 білий кінь · d8 біла тура · f8 чорний слон · g8 білий кінь · b7 чорний кінь · c7 чорний пішак · d7 білий слон · g7 чорний пішак · c6 чорний пішак · d6 чорний король · c5 чорний пішак · e5 чорний кінь · c4 білий пішак · d3 чорна тура · f3 білий пішак · g3 білий ферзь · h3 білий король · d2 біла тура · e2 білий пішак · h2 білий пішак · d1 чорна тура | b8 білий кінь · d8 біла тура · f8 чорний слон · g8 білий кінь · b7 чорний кінь · c7 чорний пішак · d7 білий слон · g7 чорний пішак · c6 чорний пішак · d6 чорний король · c5 чорний пішак · e5 чорний кінь · c4 білий пішак · d3 чорна тура · f3 білий пішак · g3 білий ферзь · h3 білий король · d2 біла тура · e2 білий пішак · h2 білий пішак · d1 чорна тура | b8 білий кінь · d8 біла тура · f8 чорний слон · g8 білий кінь · b7 чорний кінь · c7 чорний пішак · d7 білий слон · g7 чорний пішак · c6 чорний пішак · d6 чорний король · c5 чорний пішак · e5 чорний кінь · c4 білий пішак · d3 чорна тура · f3 білий пішак · g3 білий ферзь · h3 білий король · d2 біла тура · e2 білий пішак · h2 білий пішак · d1 чорна тура | b8 білий кінь · d8 біла тура · f8 чорний слон · g8 білий кінь · b7 чорний кінь · c7 чорний пішак · d7 білий слон · g7 чорний пішак · c6 чорний пішак · d6 чорний король · c5 чорний пішак · e5 чорний кінь · c4 білий пішак · d3 чорна тура · f3 білий пішак · g3 білий ферзь · h3 білий король · d2 біла тура · e2 білий пішак · h2 білий пішак · d1 чорна тура | b8 білий кінь · d8 біла тура · f8 чорний слон · g8 білий кінь · b7 чорний кінь · c7 чорний пішак · d7 білий слон · g7 чорний пішак · c6 чорний пішак · d6 чорний король · c5 чорний пішак · e5 чорний кінь · c4 білий пішак · d3 чорна тура · f3 білий пішак · g3 білий ферзь · h3 білий король · d2 біла тура · e2 білий пішак · h2 білий пішак · d1 чорна тура | b8 білий кінь · d8 біла тура · f8 чорний слон · g8 білий кінь · b7 чорний кінь · c7 чорний пішак · d7 білий слон · g7 чорний пішак · c6 чорний пішак · d6 чорний король · c5 чорний пішак · e5 чорний кінь · c4 білий пішак · d3 чорна тура · f3 білий пішак · g3 білий ферзь · h3 білий король · d2 біла тура · e2 білий пішак · h2 білий пішак · d1 чорна тура | 5 |
| 4 | b8 білий кінь · d8 біла тура · f8 чорний слон · g8 білий кінь · b7 чорний кінь · c7 чорний пішак · d7 білий слон · g7 чорний пішак · c6 чорний пішак · d6 чорний король · c5 чорний пішак · e5 чорний кінь · c4 білий пішак · d3 чорна тура · f3 білий пішак · g3 білий ферзь · h3 білий король · d2 біла тура · e2 білий пішак · h2 білий пішак · d1 чорна тура | b8 білий кінь · d8 біла тура · f8 чорний слон · g8 білий кінь · b7 чорний кінь · c7 чорний пішак · d7 білий слон · g7 чорний пішак · c6 чорний пішак · d6 чорний король · c5 чорний пішак · e5 чорний кінь · c4 білий пішак · d3 чорна тура · f3 білий пішак · g3 білий ферзь · h3 білий король · d2 біла тура · e2 білий пішак · h2 білий пішак · d1 чорна тура | b8 білий кінь · d8 біла тура · f8 чорний слон · g8 білий кінь · b7 чорний кінь · c7 чорний пішак · d7 білий слон · g7 чорний пішак · c6 чорний пішак · d6 чорний король · c5 чорний пішак · e5 чорний кінь · c4 білий пішак · d3 чорна тура · f3 білий пішак · g3 білий ферзь · h3 білий король · d2 біла тура · e2 білий пішак · h2 білий пішак · d1 чорна тура | b8 білий кінь · d8 біла тура · f8 чорний слон · g8 білий кінь · b7 чорний кінь · c7 чорний пішак · d7 білий слон · g7 чорний пішак · c6 чорний пішак · d6 чорний король · c5 чорний пішак · e5 чорний кінь · c4 білий пішак · d3 чорна тура · f3 білий пішак · g3 білий ферзь · h3 білий король · d2 біла тура · e2 білий пішак · h2 білий пішак · d1 чорна тура | b8 білий кінь · d8 біла тура · f8 чорний слон · g8 білий кінь · b7 чорний кінь · c7 чорний пішак · d7 білий слон · g7 чорний пішак · c6 чорний пішак · d6 чорний король · c5 чорний пішак · e5 чорний кінь · c4 білий пішак · d3 чорна тура · f3 білий пішак · g3 білий ферзь · h3 білий король · d2 біла тура · e2 білий пішак · h2 білий пішак · d1 чорна тура | b8 білий кінь · d8 біла тура · f8 чорний слон · g8 білий кінь · b7 чорний кінь · c7 чорний пішак · d7 білий слон · g7 чорний пішак · c6 чорний пішак · d6 чорний король · c5 чорний пішак · e5 чорний кінь · c4 білий пішак · d3 чорна тура · f3 білий пішак · g3 білий ферзь · h3 білий король · d2 біла тура · e2 білий пішак · h2 білий пішак · d1 чорна тура | b8 білий кінь · d8 біла тура · f8 чорний слон · g8 білий кінь · b7 чорний кінь · c7 чорний пішак · d7 білий слон · g7 чорний пішак · c6 чорний пішак · d6 чорний король · c5 чорний пішак · e5 чорний кінь · c4 білий пішак · d3 чорна тура · f3 білий пішак · g3 білий ферзь · h3 білий король · d2 біла тура · e2 білий пішак · h2 білий пішак · d1 чорна тура | b8 білий кінь · d8 біла тура · f8 чорний слон · g8 білий кінь · b7 чорний кінь · c7 чорний пішак · d7 білий слон · g7 чорний пішак · c6 чорний пішак · d6 чорний король · c5 чорний пішак · e5 чорний кінь · c4 білий пішак · d3 чорна тура · f3 білий пішак · g3 білий ферзь · h3 білий король · d2 біла тура · e2 білий пішак · h2 білий пішак · d1 чорна тура | 4 |
| 3 | b8 білий кінь · d8 біла тура · f8 чорний слон · g8 білий кінь · b7 чорний кінь · c7 чорний пішак · d7 білий слон · g7 чорний пішак · c6 чорний пішак · d6 чорний король · c5 чорний пішак · e5 чорний кінь · c4 білий пішак · d3 чорна тура · f3 білий пішак · g3 білий ферзь · h3 білий король · d2 біла тура · e2 білий пішак · h2 білий пішак · d1 чорна тура | b8 білий кінь · d8 біла тура · f8 чорний слон · g8 білий кінь · b7 чорний кінь · c7 чорний пішак · d7 білий слон · g7 чорний пішак · c6 чорний пішак · d6 чорний король · c5 чорний пішак · e5 чорний кінь · c4 білий пішак · d3 чорна тура · f3 білий пішак · g3 білий ферзь · h3 білий король · d2 біла тура · e2 білий пішак · h2 білий пішак · d1 чорна тура | b8 білий кінь · d8 біла тура · f8 чорний слон · g8 білий кінь · b7 чорний кінь · c7 чорний пішак · d7 білий слон · g7 чорний пішак · c6 чорний пішак · d6 чорний король · c5 чорний пішак · e5 чорний кінь · c4 білий пішак · d3 чорна тура · f3 білий пішак · g3 білий ферзь · h3 білий король · d2 біла тура · e2 білий пішак · h2 білий пішак · d1 чорна тура | b8 білий кінь · d8 біла тура · f8 чорний слон · g8 білий кінь · b7 чорний кінь · c7 чорний пішак · d7 білий слон · g7 чорний пішак · c6 чорний пішак · d6 чорний король · c5 чорний пішак · e5 чорний кінь · c4 білий пішак · d3 чорна тура · f3 білий пішак · g3 білий ферзь · h3 білий король · d2 біла тура · e2 білий пішак · h2 білий пішак · d1 чорна тура | b8 білий кінь · d8 біла тура · f8 чорний слон · g8 білий кінь · b7 чорний кінь · c7 чорний пішак · d7 білий слон · g7 чорний пішак · c6 чорний пішак · d6 чорний король · c5 чорний пішак · e5 чорний кінь · c4 білий пішак · d3 чорна тура · f3 білий пішак · g3 білий ферзь · h3 білий король · d2 біла тура · e2 білий пішак · h2 білий пішак · d1 чорна тура | b8 білий кінь · d8 біла тура · f8 чорний слон · g8 білий кінь · b7 чорний кінь · c7 чорний пішак · d7 білий слон · g7 чорний пішак · c6 чорний пішак · d6 чорний король · c5 чорний пішак · e5 чорний кінь · c4 білий пішак · d3 чорна тура · f3 білий пішак · g3 білий ферзь · h3 білий король · d2 біла тура · e2 білий пішак · h2 білий пішак · d1 чорна тура | b8 білий кінь · d8 біла тура · f8 чорний слон · g8 білий кінь · b7 чорний кінь · c7 чорний пішак · d7 білий слон · g7 чорний пішак · c6 чорний пішак · d6 чорний король · c5 чорний пішак · e5 чорний кінь · c4 білий пішак · d3 чорна тура · f3 білий пішак · g3 білий ферзь · h3 білий король · d2 біла тура · e2 білий пішак · h2 білий пішак · d1 чорна тура | b8 білий кінь · d8 біла тура · f8 чорний слон · g8 білий кінь · b7 чорний кінь · c7 чорний пішак · d7 білий слон · g7 чорний пішак · c6 чорний пішак · d6 чорний король · c5 чорний пішак · e5 чорний кінь · c4 білий пішак · d3 чорна тура · f3 білий пішак · g3 білий ферзь · h3 білий король · d2 біла тура · e2 білий пішак · h2 білий пішак · d1 чорна тура | 3 |
| 2 | b8 білий кінь · d8 біла тура · f8 чорний слон · g8 білий кінь · b7 чорний кінь · c7 чорний пішак · d7 білий слон · g7 чорний пішак · c6 чорний пішак · d6 чорний король · c5 чорний пішак · e5 чорний кінь · c4 білий пішак · d3 чорна тура · f3 білий пішак · g3 білий ферзь · h3 білий король · d2 біла тура · e2 білий пішак · h2 білий пішак · d1 чорна тура | b8 білий кінь · d8 біла тура · f8 чорний слон · g8 білий кінь · b7 чорний кінь · c7 чорний пішак · d7 білий слон · g7 чорний пішак · c6 чорний пішак · d6 чорний король · c5 чорний пішак · e5 чорний кінь · c4 білий пішак · d3 чорна тура · f3 білий пішак · g3 білий ферзь · h3 білий король · d2 біла тура · e2 білий пішак · h2 білий пішак · d1 чорна тура | b8 білий кінь · d8 біла тура · f8 чорний слон · g8 білий кінь · b7 чорний кінь · c7 чорний пішак · d7 білий слон · g7 чорний пішак · c6 чорний пішак · d6 чорний король · c5 чорний пішак · e5 чорний кінь · c4 білий пішак · d3 чорна тура · f3 білий пішак · g3 білий ферзь · h3 білий король · d2 біла тура · e2 білий пішак · h2 білий пішак · d1 чорна тура | b8 білий кінь · d8 біла тура · f8 чорний слон · g8 білий кінь · b7 чорний кінь · c7 чорний пішак · d7 білий слон · g7 чорний пішак · c6 чорний пішак · d6 чорний король · c5 чорний пішак · e5 чорний кінь · c4 білий пішак · d3 чорна тура · f3 білий пішак · g3 білий ферзь · h3 білий король · d2 біла тура · e2 білий пішак · h2 білий пішак · d1 чорна тура | b8 білий кінь · d8 біла тура · f8 чорний слон · g8 білий кінь · b7 чорний кінь · c7 чорний пішак · d7 білий слон · g7 чорний пішак · c6 чорний пішак · d6 чорний король · c5 чорний пішак · e5 чорний кінь · c4 білий пішак · d3 чорна тура · f3 білий пішак · g3 білий ферзь · h3 білий король · d2 біла тура · e2 білий пішак · h2 білий пішак · d1 чорна тура | b8 білий кінь · d8 біла тура · f8 чорний слон · g8 білий кінь · b7 чорний кінь · c7 чорний пішак · d7 білий слон · g7 чорний пішак · c6 чорний пішак · d6 чорний король · c5 чорний пішак · e5 чорний кінь · c4 білий пішак · d3 чорна тура · f3 білий пішак · g3 білий ферзь · h3 білий король · d2 біла тура · e2 білий пішак · h2 білий пішак · d1 чорна тура | b8 білий кінь · d8 біла тура · f8 чорний слон · g8 білий кінь · b7 чорний кінь · c7 чорний пішак · d7 білий слон · g7 чорний пішак · c6 чорний пішак · d6 чорний король · c5 чорний пішак · e5 чорний кінь · c4 білий пішак · d3 чорна тура · f3 білий пішак · g3 білий ферзь · h3 білий король · d2 біла тура · e2 білий пішак · h2 білий пішак · d1 чорна тура | b8 білий кінь · d8 біла тура · f8 чорний слон · g8 білий кінь · b7 чорний кінь · c7 чорний пішак · d7 білий слон · g7 чорний пішак · c6 чорний пішак · d6 чорний король · c5 чорний пішак · e5 чорний кінь · c4 білий пішак · d3 чорна тура · f3 білий пішак · g3 білий ферзь · h3 білий король · d2 біла тура · e2 білий пішак · h2 білий пішак · d1 чорна тура | 2 |
| 1 | b8 білий кінь · d8 біла тура · f8 чорний слон · g8 білий кінь · b7 чорний кінь · c7 чорний пішак · d7 білий слон · g7 чорний пішак · c6 чорний пішак · d6 чорний король · c5 чорний пішак · e5 чорний кінь · c4 білий пішак · d3 чорна тура · f3 білий пішак · g3 білий ферзь · h3 білий король · d2 біла тура · e2 білий пішак · h2 білий пішак · d1 чорна тура | b8 білий кінь · d8 біла тура · f8 чорний слон · g8 білий кінь · b7 чорний кінь · c7 чорний пішак · d7 білий слон · g7 чорний пішак · c6 чорний пішак · d6 чорний король · c5 чорний пішак · e5 чорний кінь · c4 білий пішак · d3 чорна тура · f3 білий пішак · g3 білий ферзь · h3 білий король · d2 біла тура · e2 білий пішак · h2 білий пішак · d1 чорна тура | b8 білий кінь · d8 біла тура · f8 чорний слон · g8 білий кінь · b7 чорний кінь · c7 чорний пішак · d7 білий слон · g7 чорний пішак · c6 чорний пішак · d6 чорний король · c5 чорний пішак · e5 чорний кінь · c4 білий пішак · d3 чорна тура · f3 білий пішак · g3 білий ферзь · h3 білий король · d2 біла тура · e2 білий пішак · h2 білий пішак · d1 чорна тура | b8 білий кінь · d8 біла тура · f8 чорний слон · g8 білий кінь · b7 чорний кінь · c7 чорний пішак · d7 білий слон · g7 чорний пішак · c6 чорний пішак · d6 чорний король · c5 чорний пішак · e5 чорний кінь · c4 білий пішак · d3 чорна тура · f3 білий пішак · g3 білий ферзь · h3 білий король · d2 біла тура · e2 білий пішак · h2 білий пішак · d1 чорна тура | b8 білий кінь · d8 біла тура · f8 чорний слон · g8 білий кінь · b7 чорний кінь · c7 чорний пішак · d7 білий слон · g7 чорний пішак · c6 чорний пішак · d6 чорний король · c5 чорний пішак · e5 чорний кінь · c4 білий пішак · d3 чорна тура · f3 білий пішак · g3 білий ферзь · h3 білий король · d2 біла тура · e2 білий пішак · h2 білий пішак · d1 чорна тура | b8 білий кінь · d8 біла тура · f8 чорний слон · g8 білий кінь · b7 чорний кінь · c7 чорний пішак · d7 білий слон · g7 чорний пішак · c6 чорний пішак · d6 чорний король · c5 чорний пішак · e5 чорний кінь · c4 білий пішак · d3 чорна тура · f3 білий пішак · g3 білий ферзь · h3 білий король · d2 біла тура · e2 білий пішак · h2 білий пішак · d1 чорна тура | b8 білий кінь · d8 біла тура · f8 чорний слон · g8 білий кінь · b7 чорний кінь · c7 чорний пішак · d7 білий слон · g7 чорний пішак · c6 чорний пішак · d6 чорний король · c5 чорний пішак · e5 чорний кінь · c4 білий пішак · d3 чорна тура · f3 білий пішак · g3 білий ферзь · h3 білий король · d2 біла тура · e2 білий пішак · h2 білий пішак · d1 чорна тура | b8 білий кінь · d8 біла тура · f8 чорний слон · g8 білий кінь · b7 чорний кінь · c7 чорний пішак · d7 білий слон · g7 чорний пішак · c6 чорний пішак · d6 чорний король · c5 чорний пішак · e5 чорний кінь · c4 білий пішак · d3 чорна тура · f3 білий пішак · g3 білий ферзь · h3 білий король · d2 біла тура · e2 білий пішак · h2 білий пішак · d1 чорна тура | 1 |
|   | a | b | c | d | e | f | g | h |   |

FEN: 1N1R1bN1/1npB2p1/2pk4/2p1n3/2P5/3r1PQK/3RP2P/3r4

1. f4! ~ 2. fe5#
1. ... Sf3 2. Qg6#
В початковій позиції чорний тематичний кінь «е5» зв'язаний. Для створення загрози білий пішак нападає на цього коня, але розв'язує його, ще й зв'язується білий ферзь. Далі розв'язаний чорний кінь захищає від загрози, але й розв'язує білого ферзя, який потім оголошує мат.
|   | a | b | c | d | e | f | g | h |   |
| 8 | a8 чорний ферзь · e8 чорна тура · g8 білий слон · a7 чорна тура · b6 чорний пішак · d6 білий слон · e6 білий кінь · f6 чорний пішак · b5 білий ферзь · d5 чорний кінь · f5 чорний король · b4 чорний пішак · e4 білий кінь · f4 чорний пішак · c3 чорний пішак · f3 білий пішак · a2 чорний пішак · e2 білий король · g2 біла тура · g1 чорний слон | a8 чорний ферзь · e8 чорна тура · g8 білий слон · a7 чорна тура · b6 чорний пішак · d6 білий слон · e6 білий кінь · f6 чорний пішак · b5 білий ферзь · d5 чорний кінь · f5 чорний король · b4 чорний пішак · e4 білий кінь · f4 чорний пішак · c3 чорний пішак · f3 білий пішак · a2 чорний пішак · e2 білий король · g2 біла тура · g1 чорний слон | a8 чорний ферзь · e8 чорна тура · g8 білий слон · a7 чорна тура · b6 чорний пішак · d6 білий слон · e6 білий кінь · f6 чорний пішак · b5 білий ферзь · d5 чорний кінь · f5 чорний король · b4 чорний пішак · e4 білий кінь · f4 чорний пішак · c3 чорний пішак · f3 білий пішак · a2 чорний пішак · e2 білий король · g2 біла тура · g1 чорний слон | a8 чорний ферзь · e8 чорна тура · g8 білий слон · a7 чорна тура · b6 чорний пішак · d6 білий слон · e6 білий кінь · f6 чорний пішак · b5 білий ферзь · d5 чорний кінь · f5 чорний король · b4 чорний пішак · e4 білий кінь · f4 чорний пішак · c3 чорний пішак · f3 білий пішак · a2 чорний пішак · e2 білий король · g2 біла тура · g1 чорний слон | a8 чорний ферзь · e8 чорна тура · g8 білий слон · a7 чорна тура · b6 чорний пішак · d6 білий слон · e6 білий кінь · f6 чорний пішак · b5 білий ферзь · d5 чорний кінь · f5 чорний король · b4 чорний пішак · e4 білий кінь · f4 чорний пішак · c3 чорний пішак · f3 білий пішак · a2 чорний пішак · e2 білий король · g2 біла тура · g1 чорний слон | a8 чорний ферзь · e8 чорна тура · g8 білий слон · a7 чорна тура · b6 чорний пішак · d6 білий слон · e6 білий кінь · f6 чорний пішак · b5 білий ферзь · d5 чорний кінь · f5 чорний король · b4 чорний пішак · e4 білий кінь · f4 чорний пішак · c3 чорний пішак · f3 білий пішак · a2 чорний пішак · e2 білий король · g2 біла тура · g1 чорний слон | a8 чорний ферзь · e8 чорна тура · g8 білий слон · a7 чорна тура · b6 чорний пішак · d6 білий слон · e6 білий кінь · f6 чорний пішак · b5 білий ферзь · d5 чорний кінь · f5 чорний король · b4 чорний пішак · e4 білий кінь · f4 чорний пішак · c3 чорний пішак · f3 білий пішак · a2 чорний пішак · e2 білий король · g2 біла тура · g1 чорний слон | a8 чорний ферзь · e8 чорна тура · g8 білий слон · a7 чорна тура · b6 чорний пішак · d6 білий слон · e6 білий кінь · f6 чорний пішак · b5 білий ферзь · d5 чорний кінь · f5 чорний король · b4 чорний пішак · e4 білий кінь · f4 чорний пішак · c3 чорний пішак · f3 білий пішак · a2 чорний пішак · e2 білий король · g2 біла тура · g1 чорний слон | 8 |
| 7 | a8 чорний ферзь · e8 чорна тура · g8 білий слон · a7 чорна тура · b6 чорний пішак · d6 білий слон · e6 білий кінь · f6 чорний пішак · b5 білий ферзь · d5 чорний кінь · f5 чорний король · b4 чорний пішак · e4 білий кінь · f4 чорний пішак · c3 чорний пішак · f3 білий пішак · a2 чорний пішак · e2 білий король · g2 біла тура · g1 чорний слон | a8 чорний ферзь · e8 чорна тура · g8 білий слон · a7 чорна тура · b6 чорний пішак · d6 білий слон · e6 білий кінь · f6 чорний пішак · b5 білий ферзь · d5 чорний кінь · f5 чорний король · b4 чорний пішак · e4 білий кінь · f4 чорний пішак · c3 чорний пішак · f3 білий пішак · a2 чорний пішак · e2 білий король · g2 біла тура · g1 чорний слон | a8 чорний ферзь · e8 чорна тура · g8 білий слон · a7 чорна тура · b6 чорний пішак · d6 білий слон · e6 білий кінь · f6 чорний пішак · b5 білий ферзь · d5 чорний кінь · f5 чорний король · b4 чорний пішак · e4 білий кінь · f4 чорний пішак · c3 чорний пішак · f3 білий пішак · a2 чорний пішак · e2 білий король · g2 біла тура · g1 чорний слон | a8 чорний ферзь · e8 чорна тура · g8 білий слон · a7 чорна тура · b6 чорний пішак · d6 білий слон · e6 білий кінь · f6 чорний пішак · b5 білий ферзь · d5 чорний кінь · f5 чорний король · b4 чорний пішак · e4 білий кінь · f4 чорний пішак · c3 чорний пішак · f3 білий пішак · a2 чорний пішак · e2 білий король · g2 біла тура · g1 чорний слон | a8 чорний ферзь · e8 чорна тура · g8 білий слон · a7 чорна тура · b6 чорний пішак · d6 білий слон · e6 білий кінь · f6 чорний пішак · b5 білий ферзь · d5 чорний кінь · f5 чорний король · b4 чорний пішак · e4 білий кінь · f4 чорний пішак · c3 чорний пішак · f3 білий пішак · a2 чорний пішак · e2 білий король · g2 біла тура · g1 чорний слон | a8 чорний ферзь · e8 чорна тура · g8 білий слон · a7 чорна тура · b6 чорний пішак · d6 білий слон · e6 білий кінь · f6 чорний пішак · b5 білий ферзь · d5 чорний кінь · f5 чорний король · b4 чорний пішак · e4 білий кінь · f4 чорний пішак · c3 чорний пішак · f3 білий пішак · a2 чорний пішак · e2 білий король · g2 біла тура · g1 чорний слон | a8 чорний ферзь · e8 чорна тура · g8 білий слон · a7 чорна тура · b6 чорний пішак · d6 білий слон · e6 білий кінь · f6 чорний пішак · b5 білий ферзь · d5 чорний кінь · f5 чорний король · b4 чорний пішак · e4 білий кінь · f4 чорний пішак · c3 чорний пішак · f3 білий пішак · a2 чорний пішак · e2 білий король · g2 біла тура · g1 чорний слон | a8 чорний ферзь · e8 чорна тура · g8 білий слон · a7 чорна тура · b6 чорний пішак · d6 білий слон · e6 білий кінь · f6 чорний пішак · b5 білий ферзь · d5 чорний кінь · f5 чорний король · b4 чорний пішак · e4 білий кінь · f4 чорний пішак · c3 чорний пішак · f3 білий пішак · a2 чорний пішак · e2 білий король · g2 біла тура · g1 чорний слон | 7 |
| 6 | a8 чорний ферзь · e8 чорна тура · g8 білий слон · a7 чорна тура · b6 чорний пішак · d6 білий слон · e6 білий кінь · f6 чорний пішак · b5 білий ферзь · d5 чорний кінь · f5 чорний король · b4 чорний пішак · e4 білий кінь · f4 чорний пішак · c3 чорний пішак · f3 білий пішак · a2 чорний пішак · e2 білий король · g2 біла тура · g1 чорний слон | a8 чорний ферзь · e8 чорна тура · g8 білий слон · a7 чорна тура · b6 чорний пішак · d6 білий слон · e6 білий кінь · f6 чорний пішак · b5 білий ферзь · d5 чорний кінь · f5 чорний король · b4 чорний пішак · e4 білий кінь · f4 чорний пішак · c3 чорний пішак · f3 білий пішак · a2 чорний пішак · e2 білий король · g2 біла тура · g1 чорний слон | a8 чорний ферзь · e8 чорна тура · g8 білий слон · a7 чорна тура · b6 чорний пішак · d6 білий слон · e6 білий кінь · f6 чорний пішак · b5 білий ферзь · d5 чорний кінь · f5 чорний король · b4 чорний пішак · e4 білий кінь · f4 чорний пішак · c3 чорний пішак · f3 білий пішак · a2 чорний пішак · e2 білий король · g2 біла тура · g1 чорний слон | a8 чорний ферзь · e8 чорна тура · g8 білий слон · a7 чорна тура · b6 чорний пішак · d6 білий слон · e6 білий кінь · f6 чорний пішак · b5 білий ферзь · d5 чорний кінь · f5 чорний король · b4 чорний пішак · e4 білий кінь · f4 чорний пішак · c3 чорний пішак · f3 білий пішак · a2 чорний пішак · e2 білий король · g2 біла тура · g1 чорний слон | a8 чорний ферзь · e8 чорна тура · g8 білий слон · a7 чорна тура · b6 чорний пішак · d6 білий слон · e6 білий кінь · f6 чорний пішак · b5 білий ферзь · d5 чорний кінь · f5 чорний король · b4 чорний пішак · e4 білий кінь · f4 чорний пішак · c3 чорний пішак · f3 білий пішак · a2 чорний пішак · e2 білий король · g2 біла тура · g1 чорний слон | a8 чорний ферзь · e8 чорна тура · g8 білий слон · a7 чорна тура · b6 чорний пішак · d6 білий слон · e6 білий кінь · f6 чорний пішак · b5 білий ферзь · d5 чорний кінь · f5 чорний король · b4 чорний пішак · e4 білий кінь · f4 чорний пішак · c3 чорний пішак · f3 білий пішак · a2 чорний пішак · e2 білий король · g2 біла тура · g1 чорний слон | a8 чорний ферзь · e8 чорна тура · g8 білий слон · a7 чорна тура · b6 чорний пішак · d6 білий слон · e6 білий кінь · f6 чорний пішак · b5 білий ферзь · d5 чорний кінь · f5 чорний король · b4 чорний пішак · e4 білий кінь · f4 чорний пішак · c3 чорний пішак · f3 білий пішак · a2 чорний пішак · e2 білий король · g2 біла тура · g1 чорний слон | a8 чорний ферзь · e8 чорна тура · g8 білий слон · a7 чорна тура · b6 чорний пішак · d6 білий слон · e6 білий кінь · f6 чорний пішак · b5 білий ферзь · d5 чорний кінь · f5 чорний король · b4 чорний пішак · e4 білий кінь · f4 чорний пішак · c3 чорний пішак · f3 білий пішак · a2 чорний пішак · e2 білий король · g2 біла тура · g1 чорний слон | 6 |
| 5 | a8 чорний ферзь · e8 чорна тура · g8 білий слон · a7 чорна тура · b6 чорний пішак · d6 білий слон · e6 білий кінь · f6 чорний пішак · b5 білий ферзь · d5 чорний кінь · f5 чорний король · b4 чорний пішак · e4 білий кінь · f4 чорний пішак · c3 чорний пішак · f3 білий пішак · a2 чорний пішак · e2 білий король · g2 біла тура · g1 чорний слон | a8 чорний ферзь · e8 чорна тура · g8 білий слон · a7 чорна тура · b6 чорний пішак · d6 білий слон · e6 білий кінь · f6 чорний пішак · b5 білий ферзь · d5 чорний кінь · f5 чорний король · b4 чорний пішак · e4 білий кінь · f4 чорний пішак · c3 чорний пішак · f3 білий пішак · a2 чорний пішак · e2 білий король · g2 біла тура · g1 чорний слон | a8 чорний ферзь · e8 чорна тура · g8 білий слон · a7 чорна тура · b6 чорний пішак · d6 білий слон · e6 білий кінь · f6 чорний пішак · b5 білий ферзь · d5 чорний кінь · f5 чорний король · b4 чорний пішак · e4 білий кінь · f4 чорний пішак · c3 чорний пішак · f3 білий пішак · a2 чорний пішак · e2 білий король · g2 біла тура · g1 чорний слон | a8 чорний ферзь · e8 чорна тура · g8 білий слон · a7 чорна тура · b6 чорний пішак · d6 білий слон · e6 білий кінь · f6 чорний пішак · b5 білий ферзь · d5 чорний кінь · f5 чорний король · b4 чорний пішак · e4 білий кінь · f4 чорний пішак · c3 чорний пішак · f3 білий пішак · a2 чорний пішак · e2 білий король · g2 біла тура · g1 чорний слон | a8 чорний ферзь · e8 чорна тура · g8 білий слон · a7 чорна тура · b6 чорний пішак · d6 білий слон · e6 білий кінь · f6 чорний пішак · b5 білий ферзь · d5 чорний кінь · f5 чорний король · b4 чорний пішак · e4 білий кінь · f4 чорний пішак · c3 чорний пішак · f3 білий пішак · a2 чорний пішак · e2 білий король · g2 біла тура · g1 чорний слон | a8 чорний ферзь · e8 чорна тура · g8 білий слон · a7 чорна тура · b6 чорний пішак · d6 білий слон · e6 білий кінь · f6 чорний пішак · b5 білий ферзь · d5 чорний кінь · f5 чорний король · b4 чорний пішак · e4 білий кінь · f4 чорний пішак · c3 чорний пішак · f3 білий пішак · a2 чорний пішак · e2 білий король · g2 біла тура · g1 чорний слон | a8 чорний ферзь · e8 чорна тура · g8 білий слон · a7 чорна тура · b6 чорний пішак · d6 білий слон · e6 білий кінь · f6 чорний пішак · b5 білий ферзь · d5 чорний кінь · f5 чорний король · b4 чорний пішак · e4 білий кінь · f4 чорний пішак · c3 чорний пішак · f3 білий пішак · a2 чорний пішак · e2 білий король · g2 біла тура · g1 чорний слон | a8 чорний ферзь · e8 чорна тура · g8 білий слон · a7 чорна тура · b6 чорний пішак · d6 білий слон · e6 білий кінь · f6 чорний пішак · b5 білий ферзь · d5 чорний кінь · f5 чорний король · b4 чорний пішак · e4 білий кінь · f4 чорний пішак · c3 чорний пішак · f3 білий пішак · a2 чорний пішак · e2 білий король · g2 біла тура · g1 чорний слон | 5 |
| 4 | a8 чорний ферзь · e8 чорна тура · g8 білий слон · a7 чорна тура · b6 чорний пішак · d6 білий слон · e6 білий кінь · f6 чорний пішак · b5 білий ферзь · d5 чорний кінь · f5 чорний король · b4 чорний пішак · e4 білий кінь · f4 чорний пішак · c3 чорний пішак · f3 білий пішак · a2 чорний пішак · e2 білий король · g2 біла тура · g1 чорний слон | a8 чорний ферзь · e8 чорна тура · g8 білий слон · a7 чорна тура · b6 чорний пішак · d6 білий слон · e6 білий кінь · f6 чорний пішак · b5 білий ферзь · d5 чорний кінь · f5 чорний король · b4 чорний пішак · e4 білий кінь · f4 чорний пішак · c3 чорний пішак · f3 білий пішак · a2 чорний пішак · e2 білий король · g2 біла тура · g1 чорний слон | a8 чорний ферзь · e8 чорна тура · g8 білий слон · a7 чорна тура · b6 чорний пішак · d6 білий слон · e6 білий кінь · f6 чорний пішак · b5 білий ферзь · d5 чорний кінь · f5 чорний король · b4 чорний пішак · e4 білий кінь · f4 чорний пішак · c3 чорний пішак · f3 білий пішак · a2 чорний пішак · e2 білий король · g2 біла тура · g1 чорний слон | a8 чорний ферзь · e8 чорна тура · g8 білий слон · a7 чорна тура · b6 чорний пішак · d6 білий слон · e6 білий кінь · f6 чорний пішак · b5 білий ферзь · d5 чорний кінь · f5 чорний король · b4 чорний пішак · e4 білий кінь · f4 чорний пішак · c3 чорний пішак · f3 білий пішак · a2 чорний пішак · e2 білий король · g2 біла тура · g1 чорний слон | a8 чорний ферзь · e8 чорна тура · g8 білий слон · a7 чорна тура · b6 чорний пішак · d6 білий слон · e6 білий кінь · f6 чорний пішак · b5 білий ферзь · d5 чорний кінь · f5 чорний король · b4 чорний пішак · e4 білий кінь · f4 чорний пішак · c3 чорний пішак · f3 білий пішак · a2 чорний пішак · e2 білий король · g2 біла тура · g1 чорний слон | a8 чорний ферзь · e8 чорна тура · g8 білий слон · a7 чорна тура · b6 чорний пішак · d6 білий слон · e6 білий кінь · f6 чорний пішак · b5 білий ферзь · d5 чорний кінь · f5 чорний король · b4 чорний пішак · e4 білий кінь · f4 чорний пішак · c3 чорний пішак · f3 білий пішак · a2 чорний пішак · e2 білий король · g2 біла тура · g1 чорний слон | a8 чорний ферзь · e8 чорна тура · g8 білий слон · a7 чорна тура · b6 чорний пішак · d6 білий слон · e6 білий кінь · f6 чорний пішак · b5 білий ферзь · d5 чорний кінь · f5 чорний король · b4 чорний пішак · e4 білий кінь · f4 чорний пішак · c3 чорний пішак · f3 білий пішак · a2 чорний пішак · e2 білий король · g2 біла тура · g1 чорний слон | a8 чорний ферзь · e8 чорна тура · g8 білий слон · a7 чорна тура · b6 чорний пішак · d6 білий слон · e6 білий кінь · f6 чорний пішак · b5 білий ферзь · d5 чорний кінь · f5 чорний король · b4 чорний пішак · e4 білий кінь · f4 чорний пішак · c3 чорний пішак · f3 білий пішак · a2 чорний пішак · e2 білий король · g2 біла тура · g1 чорний слон | 4 |
| 3 | a8 чорний ферзь · e8 чорна тура · g8 білий слон · a7 чорна тура · b6 чорний пішак · d6 білий слон · e6 білий кінь · f6 чорний пішак · b5 білий ферзь · d5 чорний кінь · f5 чорний король · b4 чорний пішак · e4 білий кінь · f4 чорний пішак · c3 чорний пішак · f3 білий пішак · a2 чорний пішак · e2 білий король · g2 біла тура · g1 чорний слон | a8 чорний ферзь · e8 чорна тура · g8 білий слон · a7 чорна тура · b6 чорний пішак · d6 білий слон · e6 білий кінь · f6 чорний пішак · b5 білий ферзь · d5 чорний кінь · f5 чорний король · b4 чорний пішак · e4 білий кінь · f4 чорний пішак · c3 чорний пішак · f3 білий пішак · a2 чорний пішак · e2 білий король · g2 біла тура · g1 чорний слон | a8 чорний ферзь · e8 чорна тура · g8 білий слон · a7 чорна тура · b6 чорний пішак · d6 білий слон · e6 білий кінь · f6 чорний пішак · b5 білий ферзь · d5 чорний кінь · f5 чорний король · b4 чорний пішак · e4 білий кінь · f4 чорний пішак · c3 чорний пішак · f3 білий пішак · a2 чорний пішак · e2 білий король · g2 біла тура · g1 чорний слон | a8 чорний ферзь · e8 чорна тура · g8 білий слон · a7 чорна тура · b6 чорний пішак · d6 білий слон · e6 білий кінь · f6 чорний пішак · b5 білий ферзь · d5 чорний кінь · f5 чорний король · b4 чорний пішак · e4 білий кінь · f4 чорний пішак · c3 чорний пішак · f3 білий пішак · a2 чорний пішак · e2 білий король · g2 біла тура · g1 чорний слон | a8 чорний ферзь · e8 чорна тура · g8 білий слон · a7 чорна тура · b6 чорний пішак · d6 білий слон · e6 білий кінь · f6 чорний пішак · b5 білий ферзь · d5 чорний кінь · f5 чорний король · b4 чорний пішак · e4 білий кінь · f4 чорний пішак · c3 чорний пішак · f3 білий пішак · a2 чорний пішак · e2 білий король · g2 біла тура · g1 чорний слон | a8 чорний ферзь · e8 чорна тура · g8 білий слон · a7 чорна тура · b6 чорний пішак · d6 білий слон · e6 білий кінь · f6 чорний пішак · b5 білий ферзь · d5 чорний кінь · f5 чорний король · b4 чорний пішак · e4 білий кінь · f4 чорний пішак · c3 чорний пішак · f3 білий пішак · a2 чорний пішак · e2 білий король · g2 біла тура · g1 чорний слон | a8 чорний ферзь · e8 чорна тура · g8 білий слон · a7 чорна тура · b6 чорний пішак · d6 білий слон · e6 білий кінь · f6 чорний пішак · b5 білий ферзь · d5 чорний кінь · f5 чорний король · b4 чорний пішак · e4 білий кінь · f4 чорний пішак · c3 чорний пішак · f3 білий пішак · a2 чорний пішак · e2 білий король · g2 біла тура · g1 чорний слон | a8 чорний ферзь · e8 чорна тура · g8 білий слон · a7 чорна тура · b6 чорний пішак · d6 білий слон · e6 білий кінь · f6 чорний пішак · b5 білий ферзь · d5 чорний кінь · f5 чорний король · b4 чорний пішак · e4 білий кінь · f4 чорний пішак · c3 чорний пішак · f3 білий пішак · a2 чорний пішак · e2 білий король · g2 біла тура · g1 чорний слон | 3 |
| 2 | a8 чорний ферзь · e8 чорна тура · g8 білий слон · a7 чорна тура · b6 чорний пішак · d6 білий слон · e6 білий кінь · f6 чорний пішак · b5 білий ферзь · d5 чорний кінь · f5 чорний король · b4 чорний пішак · e4 білий кінь · f4 чорний пішак · c3 чорний пішак · f3 білий пішак · a2 чорний пішак · e2 білий король · g2 біла тура · g1 чорний слон | a8 чорний ферзь · e8 чорна тура · g8 білий слон · a7 чорна тура · b6 чорний пішак · d6 білий слон · e6 білий кінь · f6 чорний пішак · b5 білий ферзь · d5 чорний кінь · f5 чорний король · b4 чорний пішак · e4 білий кінь · f4 чорний пішак · c3 чорний пішак · f3 білий пішак · a2 чорний пішак · e2 білий король · g2 біла тура · g1 чорний слон | a8 чорний ферзь · e8 чорна тура · g8 білий слон · a7 чорна тура · b6 чорний пішак · d6 білий слон · e6 білий кінь · f6 чорний пішак · b5 білий ферзь · d5 чорний кінь · f5 чорний король · b4 чорний пішак · e4 білий кінь · f4 чорний пішак · c3 чорний пішак · f3 білий пішак · a2 чорний пішак · e2 білий король · g2 біла тура · g1 чорний слон | a8 чорний ферзь · e8 чорна тура · g8 білий слон · a7 чорна тура · b6 чорний пішак · d6 білий слон · e6 білий кінь · f6 чорний пішак · b5 білий ферзь · d5 чорний кінь · f5 чорний король · b4 чорний пішак · e4 білий кінь · f4 чорний пішак · c3 чорний пішак · f3 білий пішак · a2 чорний пішак · e2 білий король · g2 біла тура · g1 чорний слон | a8 чорний ферзь · e8 чорна тура · g8 білий слон · a7 чорна тура · b6 чорний пішак · d6 білий слон · e6 білий кінь · f6 чорний пішак · b5 білий ферзь · d5 чорний кінь · f5 чорний король · b4 чорний пішак · e4 білий кінь · f4 чорний пішак · c3 чорний пішак · f3 білий пішак · a2 чорний пішак · e2 білий король · g2 біла тура · g1 чорний слон | a8 чорний ферзь · e8 чорна тура · g8 білий слон · a7 чорна тура · b6 чорний пішак · d6 білий слон · e6 білий кінь · f6 чорний пішак · b5 білий ферзь · d5 чорний кінь · f5 чорний король · b4 чорний пішак · e4 білий кінь · f4 чорний пішак · c3 чорний пішак · f3 білий пішак · a2 чорний пішак · e2 білий король · g2 біла тура · g1 чорний слон | a8 чорний ферзь · e8 чорна тура · g8 білий слон · a7 чорна тура · b6 чорний пішак · d6 білий слон · e6 білий кінь · f6 чорний пішак · b5 білий ферзь · d5 чорний кінь · f5 чорний король · b4 чорний пішак · e4 білий кінь · f4 чорний пішак · c3 чорний пішак · f3 білий пішак · a2 чорний пішак · e2 білий король · g2 біла тура · g1 чорний слон | a8 чорний ферзь · e8 чорна тура · g8 білий слон · a7 чорна тура · b6 чорний пішак · d6 білий слон · e6 білий кінь · f6 чорний пішак · b5 білий ферзь · d5 чорний кінь · f5 чорний король · b4 чорний пішак · e4 білий кінь · f4 чорний пішак · c3 чорний пішак · f3 білий пішак · a2 чорний пішак · e2 білий король · g2 біла тура · g1 чорний слон | 2 |
| 1 | a8 чорний ферзь · e8 чорна тура · g8 білий слон · a7 чорна тура · b6 чорний пішак · d6 білий слон · e6 білий кінь · f6 чорний пішак · b5 білий ферзь · d5 чорний кінь · f5 чорний король · b4 чорний пішак · e4 білий кінь · f4 чорний пішак · c3 чорний пішак · f3 білий пішак · a2 чорний пішак · e2 білий король · g2 біла тура · g1 чорний слон | a8 чорний ферзь · e8 чорна тура · g8 білий слон · a7 чорна тура · b6 чорний пішак · d6 білий слон · e6 білий кінь · f6 чорний пішак · b5 білий ферзь · d5 чорний кінь · f5 чорний король · b4 чорний пішак · e4 білий кінь · f4 чорний пішак · c3 чорний пішак · f3 білий пішак · a2 чорний пішак · e2 білий король · g2 біла тура · g1 чорний слон | a8 чорний ферзь · e8 чорна тура · g8 білий слон · a7 чорна тура · b6 чорний пішак · d6 білий слон · e6 білий кінь · f6 чорний пішак · b5 білий ферзь · d5 чорний кінь · f5 чорний король · b4 чорний пішак · e4 білий кінь · f4 чорний пішак · c3 чорний пішак · f3 білий пішак · a2 чорний пішак · e2 білий король · g2 біла тура · g1 чорний слон | a8 чорний ферзь · e8 чорна тура · g8 білий слон · a7 чорна тура · b6 чорний пішак · d6 білий слон · e6 білий кінь · f6 чорний пішак · b5 білий ферзь · d5 чорний кінь · f5 чорний король · b4 чорний пішак · e4 білий кінь · f4 чорний пішак · c3 чорний пішак · f3 білий пішак · a2 чорний пішак · e2 білий король · g2 біла тура · g1 чорний слон | a8 чорний ферзь · e8 чорна тура · g8 білий слон · a7 чорна тура · b6 чорний пішак · d6 білий слон · e6 білий кінь · f6 чорний пішак · b5 білий ферзь · d5 чорний кінь · f5 чорний король · b4 чорний пішак · e4 білий кінь · f4 чорний пішак · c3 чорний пішак · f3 білий пішак · a2 чорний пішак · e2 білий король · g2 біла тура · g1 чорний слон | a8 чорний ферзь · e8 чорна тура · g8 білий слон · a7 чорна тура · b6 чорний пішак · d6 білий слон · e6 білий кінь · f6 чорний пішак · b5 білий ферзь · d5 чорний кінь · f5 чорний король · b4 чорний пішак · e4 білий кінь · f4 чорний пішак · c3 чорний пішак · f3 білий пішак · a2 чорний пішак · e2 білий король · g2 біла тура · g1 чорний слон | a8 чорний ферзь · e8 чорна тура · g8 білий слон · a7 чорна тура · b6 чорний пішак · d6 білий слон · e6 білий кінь · f6 чорний пішак · b5 білий ферзь · d5 чорний кінь · f5 чорний король · b4 чорний пішак · e4 білий кінь · f4 чорний пішак · c3 чорний пішак · f3 білий пішак · a2 чорний пішак · e2 білий король · g2 біла тура · g1 чорний слон | a8 чорний ферзь · e8 чорна тура · g8 білий слон · a7 чорна тура · b6 чорний пішак · d6 білий слон · e6 білий кінь · f6 чорний пішак · b5 білий ферзь · d5 чорний кінь · f5 чорний король · b4 чорний пішак · e4 білий кінь · f4 чорний пішак · c3 чорний пішак · f3 білий пішак · a2 чорний пішак · e2 білий король · g2 біла тура · g1 чорний слон | 1 |
|   | a | b | c | d | e | f | g | h |   |

FEN: q3r1B1/r7/1p1BNp2/1Q1n1k2/1p2Np2/2p2P2/p3K1R1/6b1
1. K4c5! ~ 2. Qd3#
1. ... Se3 2. Sd4#
1. ... Se7 2. Sg7#
В початковій позиції чорний кінь зв'язаний по п'ятій горизонталі. Вступним ходом білого коня «е4» створюється загроза, але при цьому розв'язується чорний кінь і зв'язується білий кінь «е6». Для усунення загрози розв'язаний чорний кінь у двох тематичних варіантах включає свого ферзя, але розв'язує білого коня, який потім досягає мети. 
|   | a | b | c | d | e | f | g | h |   |
| 8 | c8 чорний слон · h8 чорний слон · a7 чорна тура · c7 білий пішак · a6 білий кінь · b6 білий ферзь · e6 білий кінь · f6 чорний пішак · b5 чорний пішак · d5 чорний король · e5 чорний кінь · h5 біла тура · e4 біла тура · f4 білий король · f3 білий пішак · d2 чорна тура · a1 чорний кінь · b1 чорний ферзь · f1 білий слон | c8 чорний слон · h8 чорний слон · a7 чорна тура · c7 білий пішак · a6 білий кінь · b6 білий ферзь · e6 білий кінь · f6 чорний пішак · b5 чорний пішак · d5 чорний король · e5 чорний кінь · h5 біла тура · e4 біла тура · f4 білий король · f3 білий пішак · d2 чорна тура · a1 чорний кінь · b1 чорний ферзь · f1 білий слон | c8 чорний слон · h8 чорний слон · a7 чорна тура · c7 білий пішак · a6 білий кінь · b6 білий ферзь · e6 білий кінь · f6 чорний пішак · b5 чорний пішак · d5 чорний король · e5 чорний кінь · h5 біла тура · e4 біла тура · f4 білий король · f3 білий пішак · d2 чорна тура · a1 чорний кінь · b1 чорний ферзь · f1 білий слон | c8 чорний слон · h8 чорний слон · a7 чорна тура · c7 білий пішак · a6 білий кінь · b6 білий ферзь · e6 білий кінь · f6 чорний пішак · b5 чорний пішак · d5 чорний король · e5 чорний кінь · h5 біла тура · e4 біла тура · f4 білий король · f3 білий пішак · d2 чорна тура · a1 чорний кінь · b1 чорний ферзь · f1 білий слон | c8 чорний слон · h8 чорний слон · a7 чорна тура · c7 білий пішак · a6 білий кінь · b6 білий ферзь · e6 білий кінь · f6 чорний пішак · b5 чорний пішак · d5 чорний король · e5 чорний кінь · h5 біла тура · e4 біла тура · f4 білий король · f3 білий пішак · d2 чорна тура · a1 чорний кінь · b1 чорний ферзь · f1 білий слон | c8 чорний слон · h8 чорний слон · a7 чорна тура · c7 білий пішак · a6 білий кінь · b6 білий ферзь · e6 білий кінь · f6 чорний пішак · b5 чорний пішак · d5 чорний король · e5 чорний кінь · h5 біла тура · e4 біла тура · f4 білий король · f3 білий пішак · d2 чорна тура · a1 чорний кінь · b1 чорний ферзь · f1 білий слон | c8 чорний слон · h8 чорний слон · a7 чорна тура · c7 білий пішак · a6 білий кінь · b6 білий ферзь · e6 білий кінь · f6 чорний пішак · b5 чорний пішак · d5 чорний король · e5 чорний кінь · h5 біла тура · e4 біла тура · f4 білий король · f3 білий пішак · d2 чорна тура · a1 чорний кінь · b1 чорний ферзь · f1 білий слон | c8 чорний слон · h8 чорний слон · a7 чорна тура · c7 білий пішак · a6 білий кінь · b6 білий ферзь · e6 білий кінь · f6 чорний пішак · b5 чорний пішак · d5 чорний король · e5 чорний кінь · h5 біла тура · e4 біла тура · f4 білий король · f3 білий пішак · d2 чорна тура · a1 чорний кінь · b1 чорний ферзь · f1 білий слон | 8 |
| 7 | c8 чорний слон · h8 чорний слон · a7 чорна тура · c7 білий пішак · a6 білий кінь · b6 білий ферзь · e6 білий кінь · f6 чорний пішак · b5 чорний пішак · d5 чорний король · e5 чорний кінь · h5 біла тура · e4 біла тура · f4 білий король · f3 білий пішак · d2 чорна тура · a1 чорний кінь · b1 чорний ферзь · f1 білий слон | c8 чорний слон · h8 чорний слон · a7 чорна тура · c7 білий пішак · a6 білий кінь · b6 білий ферзь · e6 білий кінь · f6 чорний пішак · b5 чорний пішак · d5 чорний король · e5 чорний кінь · h5 біла тура · e4 біла тура · f4 білий король · f3 білий пішак · d2 чорна тура · a1 чорний кінь · b1 чорний ферзь · f1 білий слон | c8 чорний слон · h8 чорний слон · a7 чорна тура · c7 білий пішак · a6 білий кінь · b6 білий ферзь · e6 білий кінь · f6 чорний пішак · b5 чорний пішак · d5 чорний король · e5 чорний кінь · h5 біла тура · e4 біла тура · f4 білий король · f3 білий пішак · d2 чорна тура · a1 чорний кінь · b1 чорний ферзь · f1 білий слон | c8 чорний слон · h8 чорний слон · a7 чорна тура · c7 білий пішак · a6 білий кінь · b6 білий ферзь · e6 білий кінь · f6 чорний пішак · b5 чорний пішак · d5 чорний король · e5 чорний кінь · h5 біла тура · e4 біла тура · f4 білий король · f3 білий пішак · d2 чорна тура · a1 чорний кінь · b1 чорний ферзь · f1 білий слон | c8 чорний слон · h8 чорний слон · a7 чорна тура · c7 білий пішак · a6 білий кінь · b6 білий ферзь · e6 білий кінь · f6 чорний пішак · b5 чорний пішак · d5 чорний король · e5 чорний кінь · h5 біла тура · e4 біла тура · f4 білий король · f3 білий пішак · d2 чорна тура · a1 чорний кінь · b1 чорний ферзь · f1 білий слон | c8 чорний слон · h8 чорний слон · a7 чорна тура · c7 білий пішак · a6 білий кінь · b6 білий ферзь · e6 білий кінь · f6 чорний пішак · b5 чорний пішак · d5 чорний король · e5 чорний кінь · h5 біла тура · e4 біла тура · f4 білий король · f3 білий пішак · d2 чорна тура · a1 чорний кінь · b1 чорний ферзь · f1 білий слон | c8 чорний слон · h8 чорний слон · a7 чорна тура · c7 білий пішак · a6 білий кінь · b6 білий ферзь · e6 білий кінь · f6 чорний пішак · b5 чорний пішак · d5 чорний король · e5 чорний кінь · h5 біла тура · e4 біла тура · f4 білий король · f3 білий пішак · d2 чорна тура · a1 чорний кінь · b1 чорний ферзь · f1 білий слон | c8 чорний слон · h8 чорний слон · a7 чорна тура · c7 білий пішак · a6 білий кінь · b6 білий ферзь · e6 білий кінь · f6 чорний пішак · b5 чорний пішак · d5 чорний король · e5 чорний кінь · h5 біла тура · e4 біла тура · f4 білий король · f3 білий пішак · d2 чорна тура · a1 чорний кінь · b1 чорний ферзь · f1 білий слон | 7 |
| 6 | c8 чорний слон · h8 чорний слон · a7 чорна тура · c7 білий пішак · a6 білий кінь · b6 білий ферзь · e6 білий кінь · f6 чорний пішак · b5 чорний пішак · d5 чорний король · e5 чорний кінь · h5 біла тура · e4 біла тура · f4 білий король · f3 білий пішак · d2 чорна тура · a1 чорний кінь · b1 чорний ферзь · f1 білий слон | c8 чорний слон · h8 чорний слон · a7 чорна тура · c7 білий пішак · a6 білий кінь · b6 білий ферзь · e6 білий кінь · f6 чорний пішак · b5 чорний пішак · d5 чорний король · e5 чорний кінь · h5 біла тура · e4 біла тура · f4 білий король · f3 білий пішак · d2 чорна тура · a1 чорний кінь · b1 чорний ферзь · f1 білий слон | c8 чорний слон · h8 чорний слон · a7 чорна тура · c7 білий пішак · a6 білий кінь · b6 білий ферзь · e6 білий кінь · f6 чорний пішак · b5 чорний пішак · d5 чорний король · e5 чорний кінь · h5 біла тура · e4 біла тура · f4 білий король · f3 білий пішак · d2 чорна тура · a1 чорний кінь · b1 чорний ферзь · f1 білий слон | c8 чорний слон · h8 чорний слон · a7 чорна тура · c7 білий пішак · a6 білий кінь · b6 білий ферзь · e6 білий кінь · f6 чорний пішак · b5 чорний пішак · d5 чорний король · e5 чорний кінь · h5 біла тура · e4 біла тура · f4 білий король · f3 білий пішак · d2 чорна тура · a1 чорний кінь · b1 чорний ферзь · f1 білий слон | c8 чорний слон · h8 чорний слон · a7 чорна тура · c7 білий пішак · a6 білий кінь · b6 білий ферзь · e6 білий кінь · f6 чорний пішак · b5 чорний пішак · d5 чорний король · e5 чорний кінь · h5 біла тура · e4 біла тура · f4 білий король · f3 білий пішак · d2 чорна тура · a1 чорний кінь · b1 чорний ферзь · f1 білий слон | c8 чорний слон · h8 чорний слон · a7 чорна тура · c7 білий пішак · a6 білий кінь · b6 білий ферзь · e6 білий кінь · f6 чорний пішак · b5 чорний пішак · d5 чорний король · e5 чорний кінь · h5 біла тура · e4 біла тура · f4 білий король · f3 білий пішак · d2 чорна тура · a1 чорний кінь · b1 чорний ферзь · f1 білий слон | c8 чорний слон · h8 чорний слон · a7 чорна тура · c7 білий пішак · a6 білий кінь · b6 білий ферзь · e6 білий кінь · f6 чорний пішак · b5 чорний пішак · d5 чорний король · e5 чорний кінь · h5 біла тура · e4 біла тура · f4 білий король · f3 білий пішак · d2 чорна тура · a1 чорний кінь · b1 чорний ферзь · f1 білий слон | c8 чорний слон · h8 чорний слон · a7 чорна тура · c7 білий пішак · a6 білий кінь · b6 білий ферзь · e6 білий кінь · f6 чорний пішак · b5 чорний пішак · d5 чорний король · e5 чорний кінь · h5 біла тура · e4 біла тура · f4 білий король · f3 білий пішак · d2 чорна тура · a1 чорний кінь · b1 чорний ферзь · f1 білий слон | 6 |
| 5 | c8 чорний слон · h8 чорний слон · a7 чорна тура · c7 білий пішак · a6 білий кінь · b6 білий ферзь · e6 білий кінь · f6 чорний пішак · b5 чорний пішак · d5 чорний король · e5 чорний кінь · h5 біла тура · e4 біла тура · f4 білий король · f3 білий пішак · d2 чорна тура · a1 чорний кінь · b1 чорний ферзь · f1 білий слон | c8 чорний слон · h8 чорний слон · a7 чорна тура · c7 білий пішак · a6 білий кінь · b6 білий ферзь · e6 білий кінь · f6 чорний пішак · b5 чорний пішак · d5 чорний король · e5 чорний кінь · h5 біла тура · e4 біла тура · f4 білий король · f3 білий пішак · d2 чорна тура · a1 чорний кінь · b1 чорний ферзь · f1 білий слон | c8 чорний слон · h8 чорний слон · a7 чорна тура · c7 білий пішак · a6 білий кінь · b6 білий ферзь · e6 білий кінь · f6 чорний пішак · b5 чорний пішак · d5 чорний король · e5 чорний кінь · h5 біла тура · e4 біла тура · f4 білий король · f3 білий пішак · d2 чорна тура · a1 чорний кінь · b1 чорний ферзь · f1 білий слон | c8 чорний слон · h8 чорний слон · a7 чорна тура · c7 білий пішак · a6 білий кінь · b6 білий ферзь · e6 білий кінь · f6 чорний пішак · b5 чорний пішак · d5 чорний король · e5 чорний кінь · h5 біла тура · e4 біла тура · f4 білий король · f3 білий пішак · d2 чорна тура · a1 чорний кінь · b1 чорний ферзь · f1 білий слон | c8 чорний слон · h8 чорний слон · a7 чорна тура · c7 білий пішак · a6 білий кінь · b6 білий ферзь · e6 білий кінь · f6 чорний пішак · b5 чорний пішак · d5 чорний король · e5 чорний кінь · h5 біла тура · e4 біла тура · f4 білий король · f3 білий пішак · d2 чорна тура · a1 чорний кінь · b1 чорний ферзь · f1 білий слон | c8 чорний слон · h8 чорний слон · a7 чорна тура · c7 білий пішак · a6 білий кінь · b6 білий ферзь · e6 білий кінь · f6 чорний пішак · b5 чорний пішак · d5 чорний король · e5 чорний кінь · h5 біла тура · e4 біла тура · f4 білий король · f3 білий пішак · d2 чорна тура · a1 чорний кінь · b1 чорний ферзь · f1 білий слон | c8 чорний слон · h8 чорний слон · a7 чорна тура · c7 білий пішак · a6 білий кінь · b6 білий ферзь · e6 білий кінь · f6 чорний пішак · b5 чорний пішак · d5 чорний король · e5 чорний кінь · h5 біла тура · e4 біла тура · f4 білий король · f3 білий пішак · d2 чорна тура · a1 чорний кінь · b1 чорний ферзь · f1 білий слон | c8 чорний слон · h8 чорний слон · a7 чорна тура · c7 білий пішак · a6 білий кінь · b6 білий ферзь · e6 білий кінь · f6 чорний пішак · b5 чорний пішак · d5 чорний король · e5 чорний кінь · h5 біла тура · e4 біла тура · f4 білий король · f3 білий пішак · d2 чорна тура · a1 чорний кінь · b1 чорний ферзь · f1 білий слон | 5 |
| 4 | c8 чорний слон · h8 чорний слон · a7 чорна тура · c7 білий пішак · a6 білий кінь · b6 білий ферзь · e6 білий кінь · f6 чорний пішак · b5 чорний пішак · d5 чорний король · e5 чорний кінь · h5 біла тура · e4 біла тура · f4 білий король · f3 білий пішак · d2 чорна тура · a1 чорний кінь · b1 чорний ферзь · f1 білий слон | c8 чорний слон · h8 чорний слон · a7 чорна тура · c7 білий пішак · a6 білий кінь · b6 білий ферзь · e6 білий кінь · f6 чорний пішак · b5 чорний пішак · d5 чорний король · e5 чорний кінь · h5 біла тура · e4 біла тура · f4 білий король · f3 білий пішак · d2 чорна тура · a1 чорний кінь · b1 чорний ферзь · f1 білий слон | c8 чорний слон · h8 чорний слон · a7 чорна тура · c7 білий пішак · a6 білий кінь · b6 білий ферзь · e6 білий кінь · f6 чорний пішак · b5 чорний пішак · d5 чорний король · e5 чорний кінь · h5 біла тура · e4 біла тура · f4 білий король · f3 білий пішак · d2 чорна тура · a1 чорний кінь · b1 чорний ферзь · f1 білий слон | c8 чорний слон · h8 чорний слон · a7 чорна тура · c7 білий пішак · a6 білий кінь · b6 білий ферзь · e6 білий кінь · f6 чорний пішак · b5 чорний пішак · d5 чорний король · e5 чорний кінь · h5 біла тура · e4 біла тура · f4 білий король · f3 білий пішак · d2 чорна тура · a1 чорний кінь · b1 чорний ферзь · f1 білий слон | c8 чорний слон · h8 чорний слон · a7 чорна тура · c7 білий пішак · a6 білий кінь · b6 білий ферзь · e6 білий кінь · f6 чорний пішак · b5 чорний пішак · d5 чорний король · e5 чорний кінь · h5 біла тура · e4 біла тура · f4 білий король · f3 білий пішак · d2 чорна тура · a1 чорний кінь · b1 чорний ферзь · f1 білий слон | c8 чорний слон · h8 чорний слон · a7 чорна тура · c7 білий пішак · a6 білий кінь · b6 білий ферзь · e6 білий кінь · f6 чорний пішак · b5 чорний пішак · d5 чорний король · e5 чорний кінь · h5 біла тура · e4 біла тура · f4 білий король · f3 білий пішак · d2 чорна тура · a1 чорний кінь · b1 чорний ферзь · f1 білий слон | c8 чорний слон · h8 чорний слон · a7 чорна тура · c7 білий пішак · a6 білий кінь · b6 білий ферзь · e6 білий кінь · f6 чорний пішак · b5 чорний пішак · d5 чорний король · e5 чорний кінь · h5 біла тура · e4 біла тура · f4 білий король · f3 білий пішак · d2 чорна тура · a1 чорний кінь · b1 чорний ферзь · f1 білий слон | c8 чорний слон · h8 чорний слон · a7 чорна тура · c7 білий пішак · a6 білий кінь · b6 білий ферзь · e6 білий кінь · f6 чорний пішак · b5 чорний пішак · d5 чорний король · e5 чорний кінь · h5 біла тура · e4 біла тура · f4 білий король · f3 білий пішак · d2 чорна тура · a1 чорний кінь · b1 чорний ферзь · f1 білий слон | 4 |
| 3 | c8 чорний слон · h8 чорний слон · a7 чорна тура · c7 білий пішак · a6 білий кінь · b6 білий ферзь · e6 білий кінь · f6 чорний пішак · b5 чорний пішак · d5 чорний король · e5 чорний кінь · h5 біла тура · e4 біла тура · f4 білий король · f3 білий пішак · d2 чорна тура · a1 чорний кінь · b1 чорний ферзь · f1 білий слон | c8 чорний слон · h8 чорний слон · a7 чорна тура · c7 білий пішак · a6 білий кінь · b6 білий ферзь · e6 білий кінь · f6 чорний пішак · b5 чорний пішак · d5 чорний король · e5 чорний кінь · h5 біла тура · e4 біла тура · f4 білий король · f3 білий пішак · d2 чорна тура · a1 чорний кінь · b1 чорний ферзь · f1 білий слон | c8 чорний слон · h8 чорний слон · a7 чорна тура · c7 білий пішак · a6 білий кінь · b6 білий ферзь · e6 білий кінь · f6 чорний пішак · b5 чорний пішак · d5 чорний король · e5 чорний кінь · h5 біла тура · e4 біла тура · f4 білий король · f3 білий пішак · d2 чорна тура · a1 чорний кінь · b1 чорний ферзь · f1 білий слон | c8 чорний слон · h8 чорний слон · a7 чорна тура · c7 білий пішак · a6 білий кінь · b6 білий ферзь · e6 білий кінь · f6 чорний пішак · b5 чорний пішак · d5 чорний король · e5 чорний кінь · h5 біла тура · e4 біла тура · f4 білий король · f3 білий пішак · d2 чорна тура · a1 чорний кінь · b1 чорний ферзь · f1 білий слон | c8 чорний слон · h8 чорний слон · a7 чорна тура · c7 білий пішак · a6 білий кінь · b6 білий ферзь · e6 білий кінь · f6 чорний пішак · b5 чорний пішак · d5 чорний король · e5 чорний кінь · h5 біла тура · e4 біла тура · f4 білий король · f3 білий пішак · d2 чорна тура · a1 чорний кінь · b1 чорний ферзь · f1 білий слон | c8 чорний слон · h8 чорний слон · a7 чорна тура · c7 білий пішак · a6 білий кінь · b6 білий ферзь · e6 білий кінь · f6 чорний пішак · b5 чорний пішак · d5 чорний король · e5 чорний кінь · h5 біла тура · e4 біла тура · f4 білий король · f3 білий пішак · d2 чорна тура · a1 чорний кінь · b1 чорний ферзь · f1 білий слон | c8 чорний слон · h8 чорний слон · a7 чорна тура · c7 білий пішак · a6 білий кінь · b6 білий ферзь · e6 білий кінь · f6 чорний пішак · b5 чорний пішак · d5 чорний король · e5 чорний кінь · h5 біла тура · e4 біла тура · f4 білий король · f3 білий пішак · d2 чорна тура · a1 чорний кінь · b1 чорний ферзь · f1 білий слон | c8 чорний слон · h8 чорний слон · a7 чорна тура · c7 білий пішак · a6 білий кінь · b6 білий ферзь · e6 білий кінь · f6 чорний пішак · b5 чорний пішак · d5 чорний король · e5 чорний кінь · h5 біла тура · e4 біла тура · f4 білий король · f3 білий пішак · d2 чорна тура · a1 чорний кінь · b1 чорний ферзь · f1 білий слон | 3 |
| 2 | c8 чорний слон · h8 чорний слон · a7 чорна тура · c7 білий пішак · a6 білий кінь · b6 білий ферзь · e6 білий кінь · f6 чорний пішак · b5 чорний пішак · d5 чорний король · e5 чорний кінь · h5 біла тура · e4 біла тура · f4 білий король · f3 білий пішак · d2 чорна тура · a1 чорний кінь · b1 чорний ферзь · f1 білий слон | c8 чорний слон · h8 чорний слон · a7 чорна тура · c7 білий пішак · a6 білий кінь · b6 білий ферзь · e6 білий кінь · f6 чорний пішак · b5 чорний пішак · d5 чорний король · e5 чорний кінь · h5 біла тура · e4 біла тура · f4 білий король · f3 білий пішак · d2 чорна тура · a1 чорний кінь · b1 чорний ферзь · f1 білий слон | c8 чорний слон · h8 чорний слон · a7 чорна тура · c7 білий пішак · a6 білий кінь · b6 білий ферзь · e6 білий кінь · f6 чорний пішак · b5 чорний пішак · d5 чорний король · e5 чорний кінь · h5 біла тура · e4 біла тура · f4 білий король · f3 білий пішак · d2 чорна тура · a1 чорний кінь · b1 чорний ферзь · f1 білий слон | c8 чорний слон · h8 чорний слон · a7 чорна тура · c7 білий пішак · a6 білий кінь · b6 білий ферзь · e6 білий кінь · f6 чорний пішак · b5 чорний пішак · d5 чорний король · e5 чорний кінь · h5 біла тура · e4 біла тура · f4 білий король · f3 білий пішак · d2 чорна тура · a1 чорний кінь · b1 чорний ферзь · f1 білий слон | c8 чорний слон · h8 чорний слон · a7 чорна тура · c7 білий пішак · a6 білий кінь · b6 білий ферзь · e6 білий кінь · f6 чорний пішак · b5 чорний пішак · d5 чорний король · e5 чорний кінь · h5 біла тура · e4 біла тура · f4 білий король · f3 білий пішак · d2 чорна тура · a1 чорний кінь · b1 чорний ферзь · f1 білий слон | c8 чорний слон · h8 чорний слон · a7 чорна тура · c7 білий пішак · a6 білий кінь · b6 білий ферзь · e6 білий кінь · f6 чорний пішак · b5 чорний пішак · d5 чорний король · e5 чорний кінь · h5 біла тура · e4 біла тура · f4 білий король · f3 білий пішак · d2 чорна тура · a1 чорний кінь · b1 чорний ферзь · f1 білий слон | c8 чорний слон · h8 чорний слон · a7 чорна тура · c7 білий пішак · a6 білий кінь · b6 білий ферзь · e6 білий кінь · f6 чорний пішак · b5 чорний пішак · d5 чорний король · e5 чорний кінь · h5 біла тура · e4 біла тура · f4 білий король · f3 білий пішак · d2 чорна тура · a1 чорний кінь · b1 чорний ферзь · f1 білий слон | c8 чорний слон · h8 чорний слон · a7 чорна тура · c7 білий пішак · a6 білий кінь · b6 білий ферзь · e6 білий кінь · f6 чорний пішак · b5 чорний пішак · d5 чорний король · e5 чорний кінь · h5 біла тура · e4 біла тура · f4 білий король · f3 білий пішак · d2 чорна тура · a1 чорний кінь · b1 чорний ферзь · f1 білий слон | 2 |
| 1 | c8 чорний слон · h8 чорний слон · a7 чорна тура · c7 білий пішак · a6 білий кінь · b6 білий ферзь · e6 білий кінь · f6 чорний пішак · b5 чорний пішак · d5 чорний король · e5 чорний кінь · h5 біла тура · e4 біла тура · f4 білий король · f3 білий пішак · d2 чорна тура · a1 чорний кінь · b1 чорний ферзь · f1 білий слон | c8 чорний слон · h8 чорний слон · a7 чорна тура · c7 білий пішак · a6 білий кінь · b6 білий ферзь · e6 білий кінь · f6 чорний пішак · b5 чорний пішак · d5 чорний король · e5 чорний кінь · h5 біла тура · e4 біла тура · f4 білий король · f3 білий пішак · d2 чорна тура · a1 чорний кінь · b1 чорний ферзь · f1 білий слон | c8 чорний слон · h8 чорний слон · a7 чорна тура · c7 білий пішак · a6 білий кінь · b6 білий ферзь · e6 білий кінь · f6 чорний пішак · b5 чорний пішак · d5 чорний король · e5 чорний кінь · h5 біла тура · e4 біла тура · f4 білий король · f3 білий пішак · d2 чорна тура · a1 чорний кінь · b1 чорний ферзь · f1 білий слон | c8 чорний слон · h8 чорний слон · a7 чорна тура · c7 білий пішак · a6 білий кінь · b6 білий ферзь · e6 білий кінь · f6 чорний пішак · b5 чорний пішак · d5 чорний король · e5 чорний кінь · h5 біла тура · e4 біла тура · f4 білий король · f3 білий пішак · d2 чорна тура · a1 чорний кінь · b1 чорний ферзь · f1 білий слон | c8 чорний слон · h8 чорний слон · a7 чорна тура · c7 білий пішак · a6 білий кінь · b6 білий ферзь · e6 білий кінь · f6 чорний пішак · b5 чорний пішак · d5 чорний король · e5 чорний кінь · h5 біла тура · e4 біла тура · f4 білий король · f3 білий пішак · d2 чорна тура · a1 чорний кінь · b1 чорний ферзь · f1 білий слон | c8 чорний слон · h8 чорний слон · a7 чорна тура · c7 білий пішак · a6 білий кінь · b6 білий ферзь · e6 білий кінь · f6 чорний пішак · b5 чорний пішак · d5 чорний король · e5 чорний кінь · h5 біла тура · e4 біла тура · f4 білий король · f3 білий пішак · d2 чорна тура · a1 чорний кінь · b1 чорний ферзь · f1 білий слон | c8 чорний слон · h8 чорний слон · a7 чорна тура · c7 білий пішак · a6 білий кінь · b6 білий ферзь · e6 білий кінь · f6 чорний пішак · b5 чорний пішак · d5 чорний король · e5 чорний кінь · h5 біла тура · e4 біла тура · f4 білий король · f3 білий пішак · d2 чорна тура · a1 чорний кінь · b1 чорний ферзь · f1 білий слон | c8 чорний слон · h8 чорний слон · a7 чорна тура · c7 білий пішак · a6 білий кінь · b6 білий ферзь · e6 білий кінь · f6 чорний пішак · b5 чорний пішак · d5 чорний король · e5 чорний кінь · h5 біла тура · e4 біла тура · f4 білий король · f3 білий пішак · d2 чорна тура · a1 чорний кінь · b1 чорний ферзь · f1 білий слон | 1 |
|   | a | b | c | d | e | f | g | h |   |

FEN: 2b4b/r1P5/NQ2Np2/1p1kn2R/4RK2/5P2/3r4/nq3B2
1. Kf5! ~ 2. Qc5#
1. ... Sd7 2. Sf4#
1. ... Sd3 2. Rd4#
- — - — - — -
1. ...Sb3 2. Sb4#
Для створення загрози мату чорному королю білий король вступним ходом бере під захист білого коня, але при цьому зв'язуються дві тематичні білі фігури — кінь і тура, ще й розв'язується чорний кінь. В тематичних захистах від загрози щойно розв'язаний чорний кінь розв'язує щойно зв'язаного білого коня або білу туру, завдяки чому виникають мати чорному королю.